# Tursac-Interstadial
| Glaziale/ Interglaziale | Stadiale/ Interstadiale | Zeitraum (v. Chr.) |
| ----------------------- | ----------------------- | ------------------ |
| Weichsel- Spätglazial   |                         |                    |
| Jüngere Dryaszeit       | 10.730–09.700           |                    |
| Alleröd-Interstadial    | 11.400–10.730           |                    |
| Ältere Dryaszeit        | 11.590–11.400           |                    |
| Bölling-Interstadial    | 11.720–11.590           |                    |
| Älteste Dryaszeit       | 11.850–11.720           |                    |
| Meiendorf-Interstadial  | 12.500–11.850           |                    |
| Weichsel- Hochglazial   |                         |                    |
| Mecklenburg-Phase       | 15.000–13.000           |                    |
| Pommern-Phase           | 18.200–15.000           |                    |
| Lascaux-Interstadial    | 19.000–18.200           |                    |
| Laugerie-Interstadial   | 21.500–20.000           |                    |
| Frankfurt-Phase         | 22.000–20.000           |                    |
| Brandenburg-Phase       | 24.000–22.000           |                    |
| Tursac-Interstadial     | 27.000–25.500           |                    |
| Maisières-Interstadial  | 30.500–29.500           |                    |
| Denekamp-Interstadial   | 34.000–30.500           |                    |
| Huneborg-Stadial        | 39.400–34.000           |                    |
| Hengelo-Interstadial    | 41.300–39.400           |                    |
| Moershoofd-Interstadial | 48.700                  |                    |
| Glinde-Interstadial     | 51.500                  |                    |
| Ebersdorf-Stadial       | 53.500                  |                    |
| Oerel-Interstadial      | 57.700                  |                    |
| Weichsel- Frühglazial   |                         |                    |
| Schalkholz-Stadial      | 60.000                  |                    |
| Odderade-Interstadial   | 74.000                  |                    |
| Rederstall-Stadial      | ?                       |                    |
| Brörup-Interstadial     | ?                       |                    |
| Amersfoort-Interstadial | ?                       |                    |
| Herning-Stadial         | 115.000                 |                    |
| Eem-Warmzeit            |                         |                    |
|                         | 126.000                 |                    |

Das Tursac-Interstadial ist eine Warmphase im Weichsel-Hochglazial. Es fällt in den Zeitraum 27.000 bis 25.500 v. Chr.

## Bezeichnung
Das Tursac-Interstadial wurde nach seiner eponymen, französischen Typlokalität Tursac im Département Dordogne benannt. Als Referenzprofil dienen die Ablagerungen im Abri du Facteur, die 1968 von Henri Delporte ausführlich beschrieben wurden.

## Stratigraphie und Korrelationen

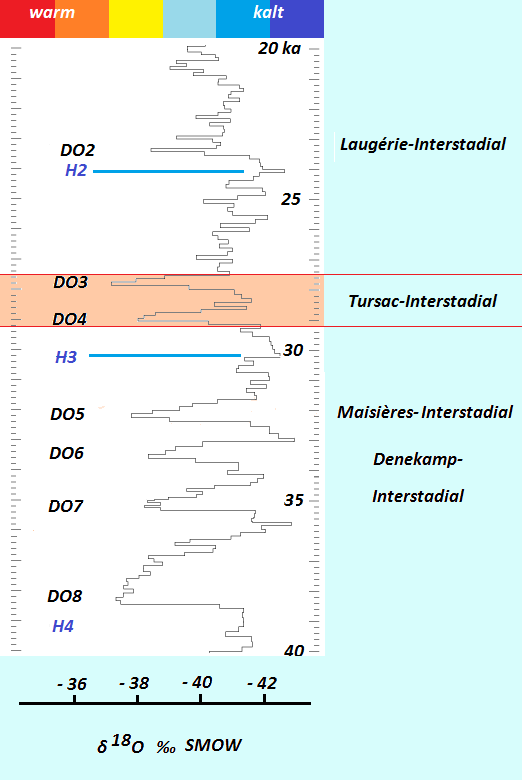
Die zeitliche Stellung des Tursac-Interstadials (markiert in rot) im Zeitraum 20 bis 40 ka BP. Sauerstoffisotopen gemäß GISP 2.

Das Tursac-Interstadial folgt auf das Maisières-Interstadial. Zwischen die beiden Interstadiale schaltet sich der Kälterückschlag des Heinrich-Ereignisses H3. Anschließend erfolgte der Eisvorstoß der Brandenburg-Phase, der seinerseits vom Laugerie-Interstadial abgelöst wurde.
Das Tursac-Interstadial setzt sich aus den beiden Dansgaard-Oeschger-Ereignissen DO3 und DO4 zusammen (Grönland-Interstadiale GI-3 und GI-4).
In der Archäologie entspricht es den beiden Stufen Noaillien (DO4) und Rayssien (DO3).

## Datierung
Das Tursac-Interstadial kann anhand der GISP-2-Sauerstoffisotopenkurve in den Zeitraum 27.000 bis 25.500 v. Chr. eingeordnet werden. Für Leroi-Gourhan (1988) überdeckt es den Zeitraum 23.500 bis 22.500 Radiokohlenstoffjahre BP, was kalibriert (mit CalPal) 26.374 bis 25.286 Jahre v. Chr. entspricht. Laville (1988) gibt 24.000 bis 23.000 Radiokohlenstoffjahre an (26.884 bis 25.629 v. Chr.),
Bosselin (1996) empfiehlt jedoch ein höheres Alter von 26.500 bis 24.500 Radiokohlenstoffjahren (29.334 bis 27.350 v. Chr.) und Wolfgang Weißmüller rechnet mit 26.000 bis 24.200 Radiokohlenstoffjahren (29.013 bis 27.018 v. Chr.).
Das Noaillien wurde mit 26.500 bis 25.000 Radiokohlenstoffjahren (29.013 bis 28.028 v. Chr.), das Rayssien mit 25.500 bis 24.500 Radiokohlenstoffjahren (28.410 bis 27.350 v. Chr.) datiert.

## Umweltparameter

### Sauerstoffisotopen
Die δ18O-Werte der GISP 2 Eisbohrkerne zeigen gegenüber dem vorausgegangenen Kälterückschlag des Heinrich-Ereignisses H3 für das DO4 einen Anstieg um 6,7 ‰ SMOW (von −42,7 auf −38 ‰) und für das DO3 einen etwas niedrigeren Wert von 4 ‰ SMOW (Anstieg von −41,5 auf −37,5 ‰ SMOW).

### Temperaturen
Der Anstieg der δ18O-Werte schlägt sich gemäß GISP 2 in einer sehr deutlichen Temperaturerhöhung nieder. Diese betrug im Grönlandeis im Jahresdurchschnitt 14 °C für DO4 und 13 °C für DO3.

## Kulturelle Entwicklung

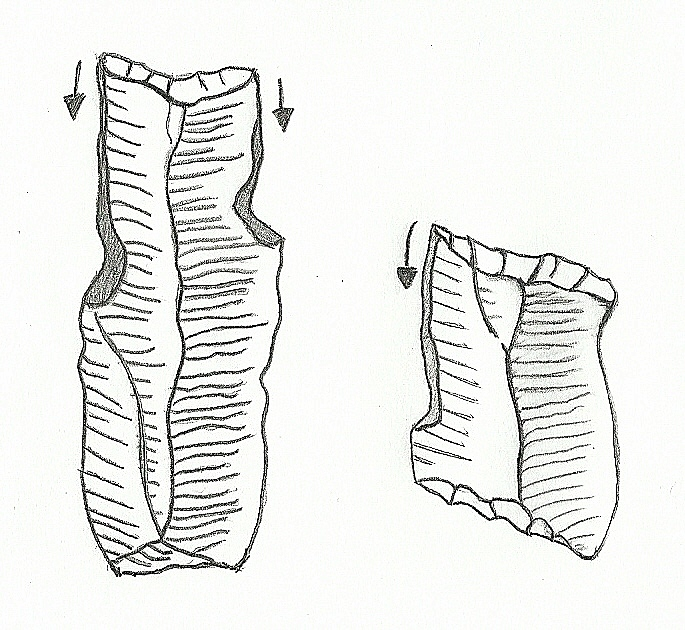
Noailles-Stichel

Während des Tursac-Interstadials herrschte das Mittlere Gravettien (bzw. Périgordien) mit den Stufen Noaillien und Rayssien. Charakteristisch unter den Werkzeugen für diese Epoche sind die Noailles-Stichel und die Raysse-Stichel. Unter den Kleinkunstwerken erwähnenswert ist das Auftreten von Venusfigurinen, so beispielsweise die an der Typlokalität gefundene Venus von Tursac.